# Tricin sintaza
Tricin sintaza (EC 2.1.1.175, ROMT-17, ROMT-15, HvOMT1, ZmOMT1) je enzim sa sistematskim imenom S-adenozil-L-metionin:tricetin 3',5'-O-dimetiltransferaza. Ovaj enzim katalizuje sledeću hemijsku reakciju
2 -adenozil--metionin + tricetin {\displaystyle \rightleftharpoons } 2 S-adenozil--homocistein + 3',5'-O-dimetiltricetin (sveukupna reakcija)
(1a) -adenozil--metionin + tricetin {\displaystyle \rightleftharpoons } -adenozil--homocistein + 3'-O-metiltricetin
(1b) -adenozil--metionin + 3'-O-metiltricetin {\displaystyle \rightleftharpoons } -adenozil--homocistein + 3',5'-O-dimetiltricetin
Enzims iz Oryza sativa (ROMT-15 i ROMT-17) katalizuje the metilaciju tricetina do njegovih 3'-mono- i 3',5'-dimetil etara. Za razliku od enzima iz žita (EC 2.1.1.169, tricetin 3',4',5'-O-trimetiltransferaze), ne dolazi do konverzije tricetin dimetil etra u njegove 3',4',5'-trimetilisane derivate. Enzimi iz Hordeum vulgare (HvOMT1) i iz Zea mays (ZmOMT1) prvenstveno formiraju 3',5'-dimetil derivate.

## Literatura
- Nicholas C. Price; Lewis Stevens (1999). Fundamentals of Enzymology: The Cell and Molecular Biology of Catalytic Proteins (Third изд.). USA: Oxford University Press. ISBN 019850229X.
- Eric J. Toone (2006). Advances in Enzymology and Related Areas of Molecular Biology, Protein Evolution (Volume 75 изд.). Wiley-Interscience. ISBN 0471205036.
- Branden C; Tooze J. Introduction to Protein Structure. New York, NY: Garland Publishing. ISBN 0-8153-2305-0.
- Irwin H. Segel. Enzyme Kinetics: Behavior and Analysis of Rapid Equilibrium and Steady-State Enzyme Systems (Book 44 изд.). Wiley Classics Library. ISBN 0471303097.

## Spoljašnje veze
- Tricin+synthase на 